# Reg Parnell
Reginald Parnell (Derby, Inglaterra, 2 de julho de 1911 – Derby, 7 de janeiro de 1964) foi um automobilista britânico nascido na Inglaterra que participou de 6 Grandes Prêmios de Fórmula 1 em: 1950-1952 e 1954. Seu melhor resultado foi o 3º lugar na Grã-Bretanha de 1950.